# Sjukvård i Stockholms län

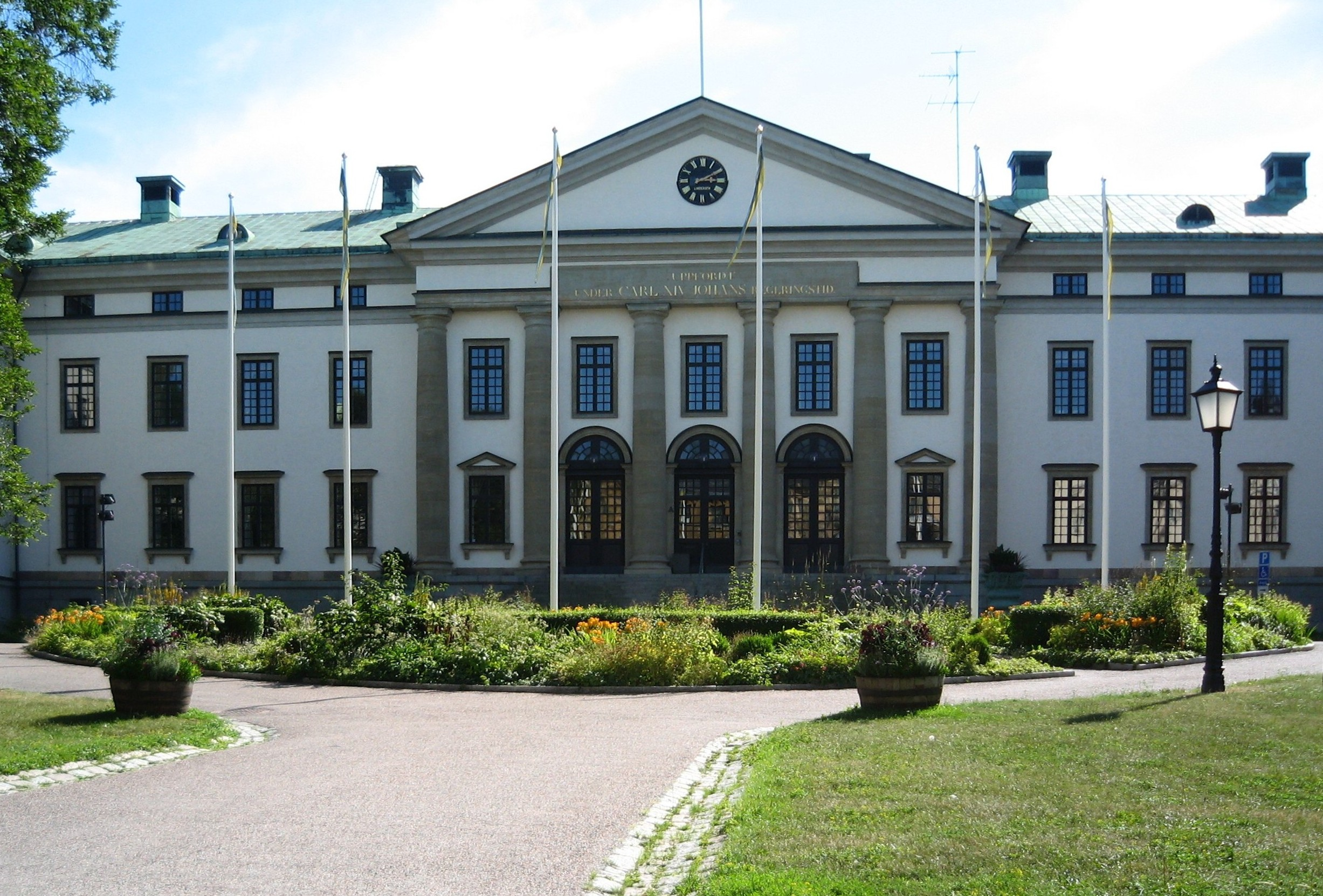
Landstingshuset

Sjukvården i Stockholms län domineras av de verksamheter som drivs på uppdrag av Region Stockholm, som liksom övriga regioner i landet har ansvar för den offentligt finansierade sjukvården i hela länet. Mycket av vårdarbetet sker i regionens egen regi. Därutöver finns privata verksamheter inom både medicinska och kirurgiska specialiteter, geriatrik och psykiatri som arbetar på regionens uppdrag och finansieras med allmänna medel. Vissa specialistläkare får ersättning från det offentliga med stöd av den lagstadgade så kallade nationella taxan. Dessutom finns vissa verksamheter som finansieras helt utanför lregionens budget, till exempel genom privata försäkringar.

## Vårdens organisation
Regionen skiljer på rollerna som beställare och finansiär av vård, utförare i egen regi och ägare av vårdverksamheter.
Politikerna i Hälso- och sjukvårdsnämnden fastställer, med stöd av sin förvaltning, ramarna för hur den offentligt finansierade vården ska fungera, hur resurserna ska fördelas, samt de olika vårdaktörernas uppdrag. Kostnaderna för den samlade landstingsfinansierade vården är cirka 45 miljarder kronor per år (2008). Huvuddelen, cirka 70 procent räknat på kostnaderna, utförs av regionägda bolag eller förvaltningar. Andra delar, motsvarande cirka 30 procent av kostnaderna, utförs av externa entreprenörer. Den helt privatdrivna och privatfinansierade sjukvården har en mycket begränsad omfattning.

### Regionägda vårdgivare

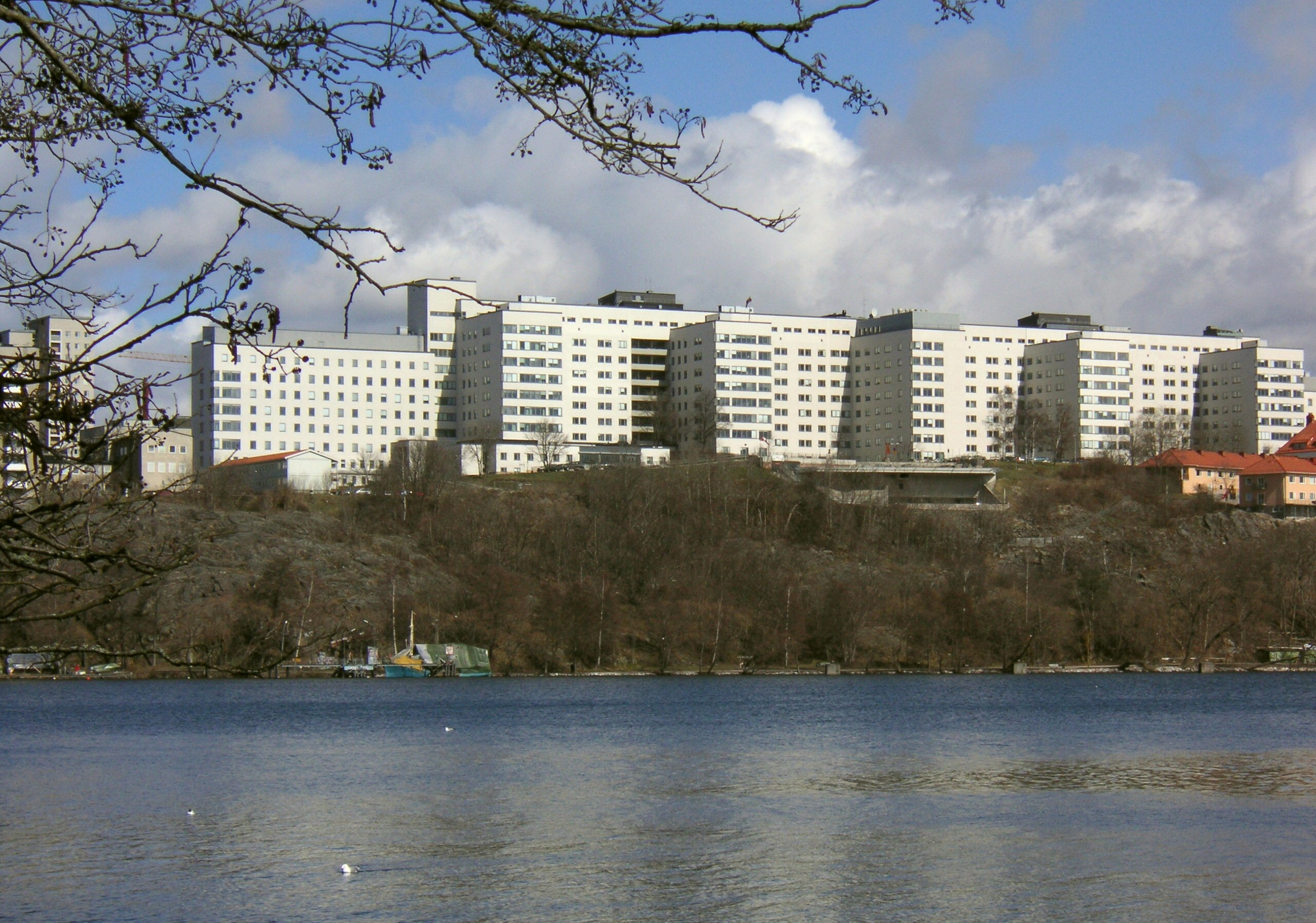
Södersjukhuset, våren 2006.

Region Stockholm äger och driver ett antal förvaltningar och bolag som har i uppdrag att ansvara för olika delar av den del av vårdproduktionen som bedrivs i egen regi. 
Följande vårdgivare arbetar i förvaltningsform, d.v.s. i enlighet med Kommunallagen:
- Karolinska Universitetssjukhuset
- Stockholms läns sjukvårdsområde

Följande vårdgivare arbetar i bolagsform, d.v.s. i enlighet med Aktiebolagslagen:
- Danderyds sjukhus AB
- Södersjukhuset AB
- Södertälje sjukhus AB
- S:t Eriks ögonsjukhus AB
- Ambulanssjukvården i Storstockholm AB, AISAB

Regionens tandvårdsverksamhet bedrivs genom bolaget Folktandvården i Stockholms län AB
Kommunalförbundet Sjukvård och omsorg i Norrtälje är ägare av TioHundra AB, som bedriver förbundets hälso-, sjukvård och omsorg i egen regi.

### Privata vårdgivare

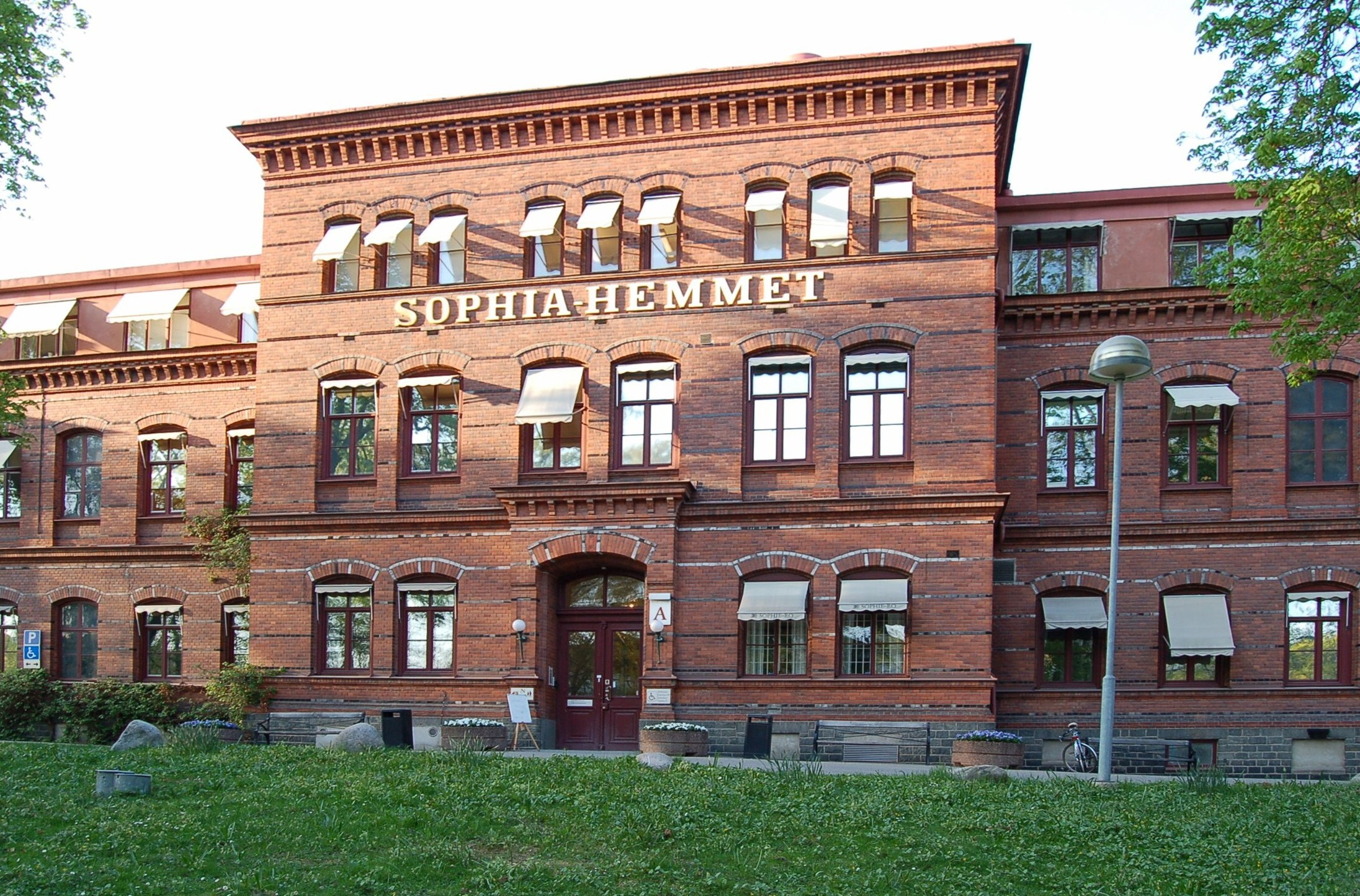
Huvudentrén till Sophiahemmet.

Vid sidan om den landstingsdrivna vården finns flera stora vårdgivare som antingen helt eller delvis arbetar på landstingets uppdrag, eller bedriver helt privatfinansierad verksamhet. Bland de mest välkända och uppmärksammade är bland andra
- Sophiahemmet
- Ersta sjukhus som drivs av stiftelsen Ersta Diakoni
- Capio Sankt Görans sjukhus
- Stockholms sjukhem som bland annat bedriver vård i livets slutskede och geriatrisk vård
- Barnsjukhuset Martina, ett privatägt barnsjukhus som öppnade 2008 och som inte har avtal med landstinget

Bland de stora privata aktörerna inom specialistvården och husläkarverksamheten finns
- Praktikertjänst, som bland annat driver flera husläkarmottagningar och specialistvård vid Löwenströmska sjukhuset
- Carema, som bland annat driver sju vårdcentraler i södra Stockholmsområdet, samt psykiatrisk vård bland annat i den sydöstra länsdelen
- Aleris, som bedriver olika typer av specialistvård på flera platser i Stockholms län.

### Upphandlad verksamhet
Relationerna mellan vårdbeställaren (landstinget) och utföraren regleras i avtal mellan parterna. Vissa verksamheter upphandlas enligt Lagen om offentlig upphandling, LOU. Då lämnar landstingsägda och externa verksamheter anbud på samma villkor. I de fallen beställer Landstinget vissa bestämda volymer, till exempel ett antal operationer eller vårdtillfällen, alternativt en viss tillgänglighet. Tilldelningsbeslutet, som gäller för en viss bestämd tid, går till den verksamhet som på objektiva grunder (oavsett om det är en landstingsägd eller externt ägd verksamhet) bäst lever upp till upphandlingskriterierna.

### Vårdval Stockholm
Andra verksamheter arbetar med stöd av att landstinget har auktoriserat dem som vårdgivare, enligt ett regelverk som kallas Vårdval Stockholm. Det gäller till exempel stora delar av den så kallade närsjukvården, med husläkarverksamhet, barnavårds- och mödravårdscentraler, logopedi samt fotsjukvård. Även bland annat förlossningskliniker, viss ögonsjukvård samt knä- och höftoperationer auktoriseras av landstinget, varefter de får möjlighet att etablera sig och bedriva verksamhet som finansieras med skattemedel. 
De första delarna av Vårdval Stockholm började gälla den 1 januari 2008. Nya vårdområden kommer successivt in i det nya systemet. Även här har landstingsägda och externt ägda verksamheter samma förutsättningar.
Vårdval Stockholm har varit föremål för en intensiv debatt, både lokalt i Stockholms län och i landet som helhet. Kritikerna har bland annat framfört åsikten att ersättningssystemet till husläkarmottagningarna är orättvist, sett ur ett socioekonomiskt perspektiv.

## Vårdutbudet

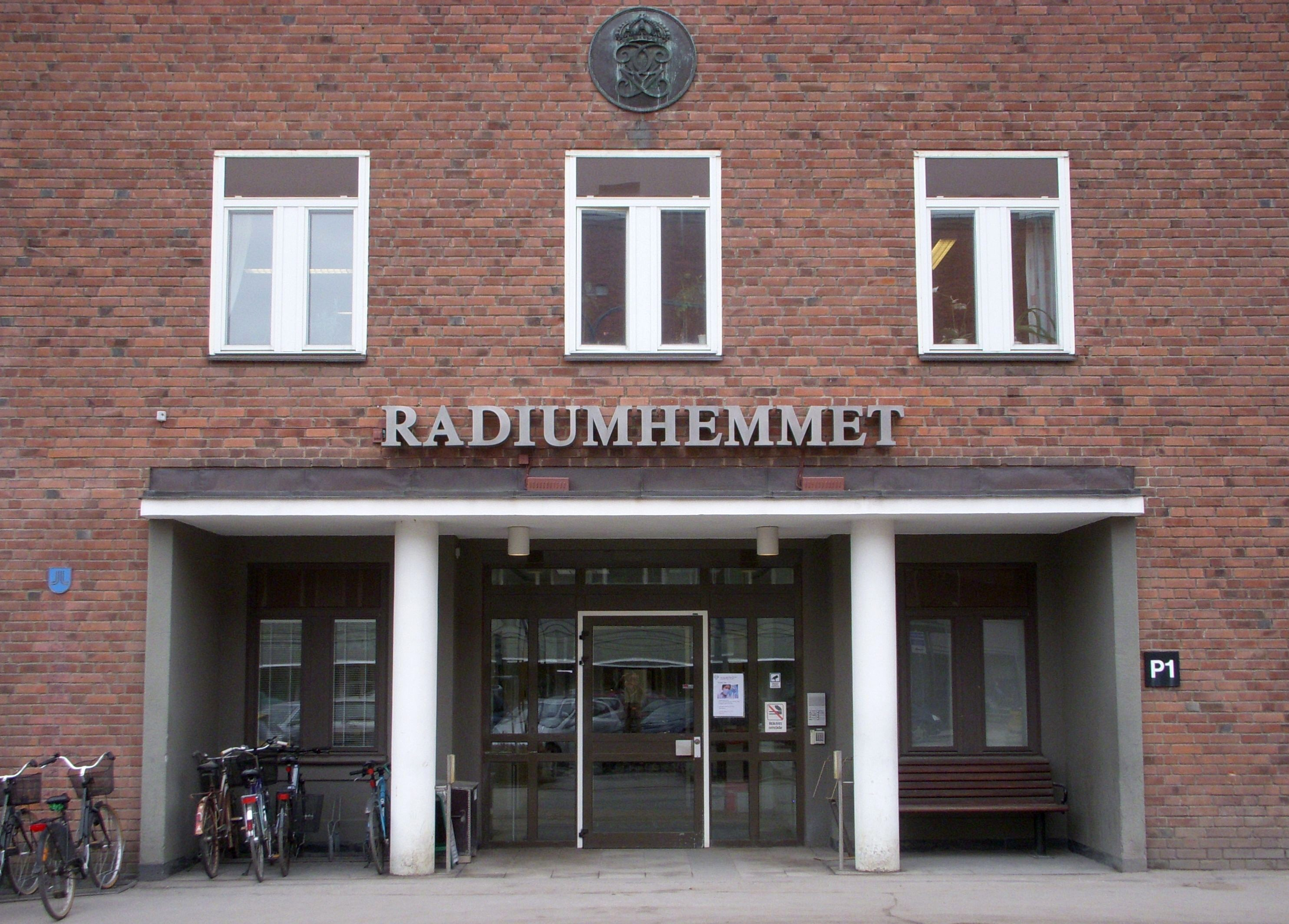
Radiumhemmets huvudentré.

Det sammanlagda vårdutbudet i Stockholms län, med bland annat fler än 200 vårdcentraler, flera akutsjukhus med specialiserad och högspecialiserad vård, psykiatri, geriatrik, beroendevård, habilitering, mödra- och barnavård med mera täcker så gott som samtliga specialiteter och områden. Flera landsting i landet tar hjälp av Stockholmssjukhusen, speciellt Karolinska Universitetssjukhuset, vid behandlingen av svåra och ovanliga sjukdomar och skador. Sjukvårdens nära samarbete med Karolinska Institutet innebär att många vårdgivare är direkt delaktiga i medicinsk utbildning och forskning. Landstinget säljer också, genom bolaget Stockholm Care AB, vårdtjänster till utlandet.
Varje vardag besöker cirka 40 000 personer sjukvården i Stockholms län. Hälften av dem träffar en läkare. Ungefär 775 personer läggs in på sjukhus. Under 2007 genomfördes sammanlagt cirka 3 350 000 läkarbesök i primärvården. Den somatiska specialistvården hade 2 770 000 läkarbesök och inom psykiatrin genomfördes cirka 335 000 läkarbesök.

### Husläkare
Basen i det offentliga sjukvårdssystemet är husläkarmottagningarna, som ofta kallas vårdcentraler. Sedan Vårdval Stockholm infördes den 1 januari 2008 råder det fri etableringsrätt för husläkarmottagningarna, som när de blivit auktoriserade av landstinget kan bedriva verksamhet på de platser som de själva vill. Tidigare upphandlade landstinget vård för ett visst geografiskt område och bestämde då var, i vilken omfattning och med vilken inriktning som verksamheten skulle bedrivas. Idag kan olika husläkarmottagningar konkurrera med varandra inom ett geografiskt område, utan att landstinget har några synpunkter på detta. 
Landstingets egna verksamheter, som finns i förvaltningen Stockholms läns sjukvårdsområde, SLSO, arbetar här på samma villkor som privata entreprenörer. Det innebär att husläkarmottagningarna, oavsett driftsform, får en grundersättning per patient som är knuten till mottagningen, samt en ersättning för varje besök. Reglerna är fastställda av landstingets hälso- och sjukvårdsnämnd och finns beskrivna i en regelbok som reglerar mottagningarnas grundläggande ansvar och skyldigheter i förhållande till patienter och landstinget. Därutöver har mottagningen möjlighet att själv prägla och utforma sin verksamhet. Av de cirka 200 husläkarmottagningarna i länet (2009) drivs fler än hälften av privata företag.
Husläkarmottagningarna har gemensamt ansvar för jourverksamheten utanför akutmottagningarna. Det finns även ett antal speciella närakuter, men det systemet är under avveckling för att ersättas av husläkarnas jourmottagningar.

### Akutsjukhus

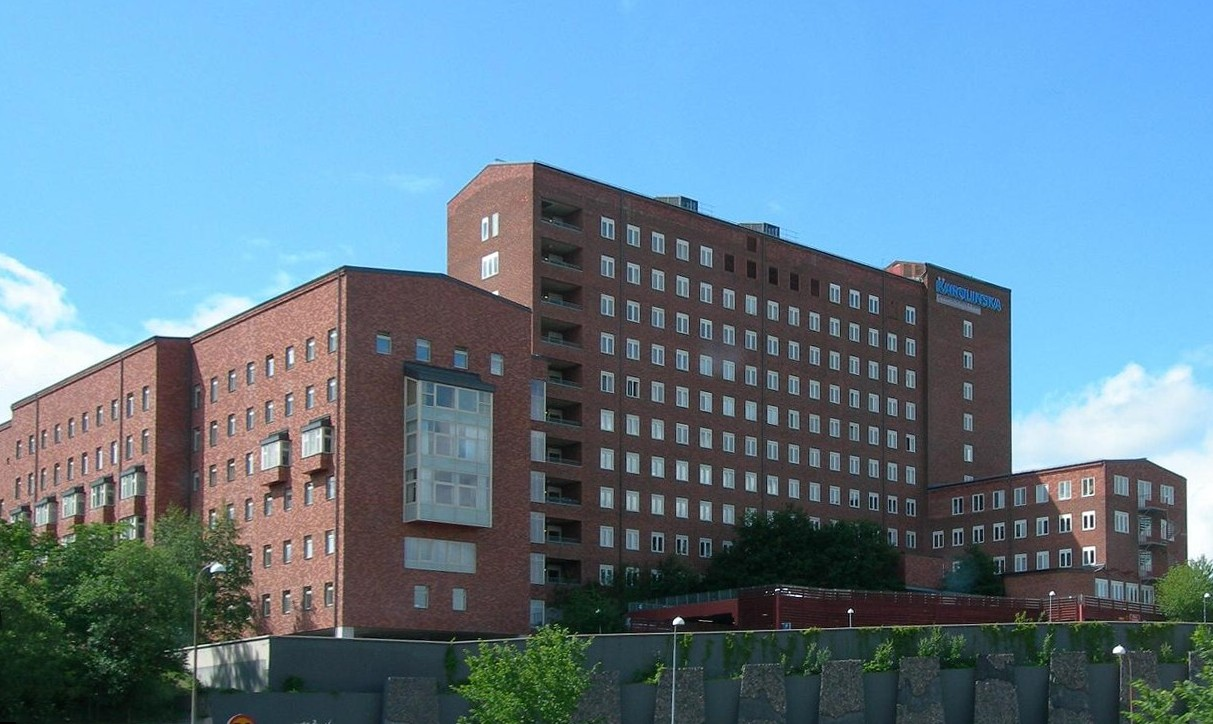
Karolinska universitetssjukhuset i Solna

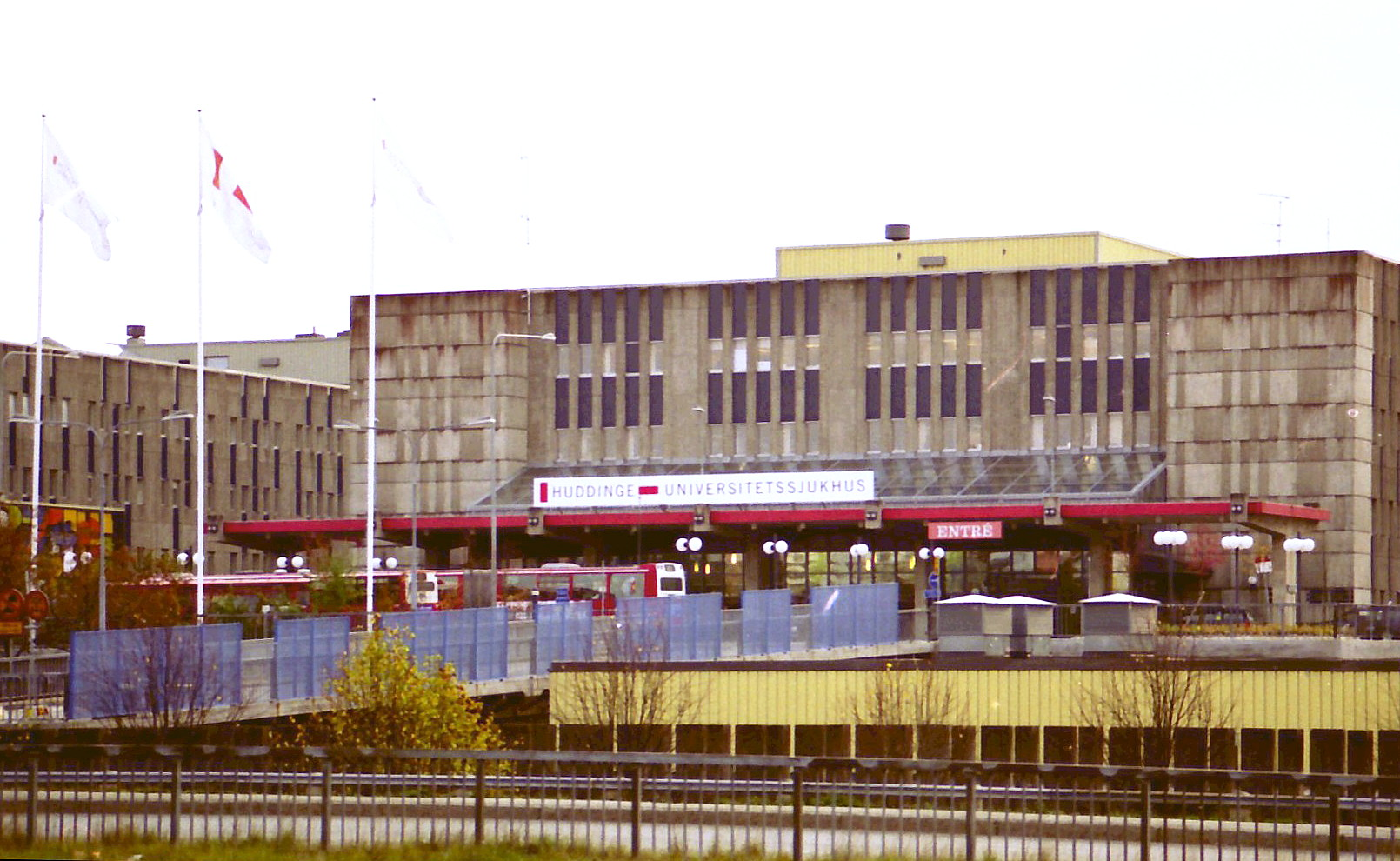
Karolinska universitetssjukhuset i Huddinge

Stockholms län har sex akutsjukhus, med sju akutmottagningar. Listan går från norr till söder:
- Norrtälje sjukhus i centrala Norrtälje
- Danderyds sjukhus i Mörby i Danderyds kommun
- Karolinska Universitetssjukhuset i Solna kommun
- Capio S:t Görans sjukhus på Kungsholmen i Stockholm
- Södersjukhuset på Södermalm i Stockholm
- Karolinska Universitetssjukhuset i Huddinge
- Södertälje sjukhus i centrala Södertälje

Även S:t Eriks ögonsjukhus på Kungsholmen betraktas som ett akutsjukhus, men är helt specialiserat på ögonsjukdomar.
Samtliga akutsjukhus utom S:t Görans sjukhus ägs och drivs i egen regi av sjukvårdshuvudmannen Stockholms läns landsting. S:t Göran drivs av det privata företaget Capio, som har ett avtal med landstinget som äger byggnaderna. Capio S:t Görans sjukhus ingår i sjukvårdssystemet på samma sätt som de landstingsägda sjukhusen.
Akutsjukhusen är basen för stora delar av specialistsjukvården i länet. De har alla lite olika karaktär, olika storlek och olika upptagningsområden. Störst, räknat efter antalet vårdplatser, är Karolinska Universitetssjukhuset med sammanlagt närmare 1500 vårdplatser. fördelade på de båda sjukhusenheterns i Solna och Huddinge. Södersjukhuset har närmare 600 vårdplatser, Danderyds sjukhus cirka 400, Capio S:t Görans sjukhus cirka 250, Södertälje sjukhus cirka 220 och Norrtälje sjukhus har cirka 100 vårdplatser. S:t Eriks ögonsjukhus har cirka 15 vårdplatser. Det exakta antalet vårdplatser på de olika sjukhusen varierar beroende på olika tillfälliga förhållanden. Under sommartid sker till exempel regelmässigt en minskning av antalet öppna vårdplatser på akutsjukhuset. Bland annat görs då uppehåll i mycket av den planerade, eller på internspråk "elektiva", vården.
Karolinska Universitetssjukhuset är centrum för huvuddelen av länets högspecialiserade vård, det vill säga sådan vård som till exempel kräver speciella behandlingsmetoder eller speciell och extra avancerad teknisk utrustning. Akutmottagningen vid Karolinska i Solna får dessutom ofta uppgiften att ta hand om svårare akutfall. Där finns även bland annat Radiumhemmet, som arbetar med cancervård, och Astrid Lindgrens barnsjukhus.
Den största akutmottagningen, räknat till antalet besök, finns vid Södersjukhuset. Den har fler än 100 000 besök årligen.

### Ambulanser

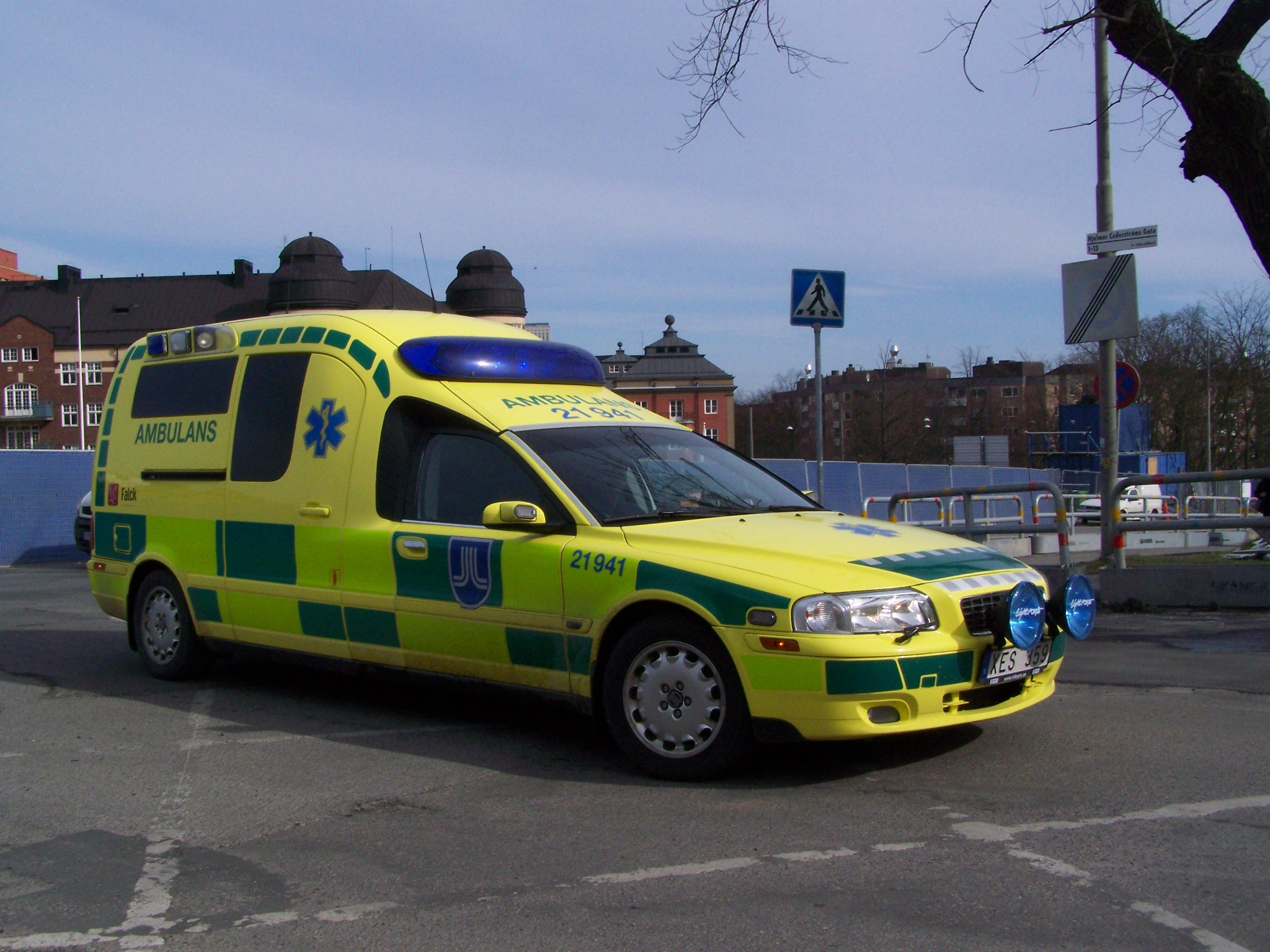
Ambulansbil av märket Volvo i Stockholm 2008

Sjukvården i Stockholms län utnyttjar cirka 70 ambulanser som är tillgängliga dygnet runt, två akutbilar, en läkarbil och en (sommartid två) ambulanshelikopter. Dessutom finns ett tiotal bilar för enklare liggande persontransporter.  Ambulanstjänsten är upphandlad och verksamheten sköts av flera olika entreprenörer. Ambulanserna dirigeras av SOS Alarm, i enlighet med ett avtal med landstinget.

### Förlossningar
Länet har sex förlossningsmottagningar
- Danderyds sjukhus
- BB Stockholm, som har sina lokaler vid Danderyds sjukhus och som ägs gemensamt av privata Praktikertjänst (51 procent) och landstingsägda Danderyds sjukhus AB (49 procent)
- Karolinska Universitetssjukhuset i Solna
- Karolinska Universitetssjukhuset i Huddinge
- Södersjukhuset
- Södertälje sjukhus

### Geriatrik
Det finns närmare 1000 geriatriska vårdplatser i länet. De flesta finns inom landstingets egen organisation, men även här finns flera privata aktörer som arbetar på landstingets uppdrag.

### Psykiatri
Det finns cirka 770 vårdplatser inom psykiatrin i länet. Länet har en akutmottagning för psykiatriska patienter. Den finns på S:t Görans sjukhusområde och drivs av landstinget i egen regi, genom SLSO.

### Vårdguiden
Landstinget har ansvar för länets sjukvårdsrådgivning och sjukvårdsupplysning. Verksamheten drivs under namnet Vårdguiden och består av en telefontjänst, en webbplats med personliga e-tjänster samt en tidning som distribueras till hushållen med fyra nummer per år. Sedan hösten 2009 finns Vårdguiden även på Facebook. Webbplatsen Vårdguiden har mer än en miljon besök varje månad. Vårdguidens telefonrådgivning är öppen dygnet runt och är avsedd att avlasta akutmottagningarna. Vårdguidens webb- och telefontjänster kommer successivt att samordnas med den nya nationella sjukvårdsrådgivningen 1177.